# Spanish Castle Magic
Pistes de Axis: Bold as Love
Up from the Skies
(2) Wait Until Tomorrow
(4)
Spanish Castle Magic est une chanson écrite par Jimi Hendrix et interprétée par The Jimi Hendrix Experience. Produite par Chas Chandler, elle est publiée au sein de l'album Axis: Bold as Love le 1er décembre 1967 en troisième piste. Les paroles font référence à un club près de Seattle, où Hendrix a parfois joué au début de sa carrière. La chanson était un incontournable du répertoire scénique de l'artiste et plusieurs enregistrements en concert ont été publiés après la mort de Hendrix.

## Historique
Les paroles ont été inspirées par les années de lycée de Hendrix (environ 1958-1961), lorsqu'il visitait régulièrement un relais routier appelé "The Spanish Castle". Le club se trouvait au sud de Seattle dans l’actuelle ville Des Moines dans l’État de Washington, construit dans les années 1930 en dehors de Seattle afin d'éviter les lois restrictives pour les night-clubs. En 1959, des groupes de rock locaux, tels que The Fabulous Wailers, ont commencé à y jouer. Jimi eut l'occasion de jouer au club avec d'autres musiciens à plusieurs reprises. À l'époque, il n'y avait pas d'autoroute entre Seattle et Des Moines, et Hendrix s'en plaint dans la chanson en disant : « C'est vraiment très loin, ça prend une demi-journée pour y arriver. » Le club a été démoli en avril 1968.

## Enregistrement
La chanson comporte Noel Redding jouant une basse Hagstrom à huit cordes acheminée via une unité d'effets Octavia, que Hendrix a ensuite superposée en utilisant la même basse. Hendrix a également ajouté des accords de jazz au piano, qu'il a entendu jouer par l'ingénieur du son Eddie Kramer. Le biographe de Hendrix, Harry Shapiro, a commenté l'instrumentation de la chanson : « [La] guitare et la basse à l'unisson ont pour effet immédiat d'enfermer une chanson dans une voix rythmique forte ... [Hendrix utilise] des progressions d'accords inhabituelles et un grand nombre de "bends" dans le solo se terminant par un double temps mort de folie ». Matthew Greenwald d'AllMusic appelle la progression "proto-heavy metal" et la compare à une chanson précédente de l'Experience, Foxy Lady.

## Interprétation en concert
Spanish Castle Magic est l'une des rares chansons d'Axis: Bold as Love qu'Hendrix interprète régulièrement en concert. Des enregistrements en concert de la chanson se trouvent sur BBC Sessions, Live at the Oakland Coliseum, Stages, Live in Ottawa, Live at Woodstock, Blue Wild Angel: Live at the Isle of Wight, Winterland et The Jimi Hendrix Experience Box Set.

## Reprises
Spanish Castle Magic a été reprise par de nombreux artistes et notamment :
- Yngwie Malmsteen sur l'album Trial by Fire: Live in Leningrad, sorti en 1989.
- Spin Doctors sur l'album Stone Free: A Tribute to Jimi Hendrix (en), sorti en 1993.
- Carlos Santana sur l'album Power of Soul: A Tribute to Jimi Hendrix (en), sorti en 2004.
- Mina Agossi sur l'album Who wants love?, sorti en 2007.